# Billhope Burn
Der Billhope Burn ist ein Wasserlauf in den Scottish Borders, Schottland. Er entsteht im Osten des Tudhope Hill am Zusammenfluss von Under White Grain und Langtae Sike und fließt in südlicher Richtung. Mit dem Twislehope Burn bildet er das Hermitage Water.